# Dissident (album)
 (novembre 2017).
Si vous disposez d'ouvrages ou d'articles de référence ou si vous connaissez des sites web de qualité traitant du thème abordé ici, merci de compléter l'article en donnant les références utiles à sa vérifiabilité et en les liant à la section « Notes et références ».
Albums de Tagada Jones
Descente aux enfers
(2011) La Peste et le choléra
(2017)
Dissident est le huitième album du groupe de punk français Tagada Jones paru en février 2014.

## Liste des titres
Toutes les paroles sont écrites par Niko Jones (titres 1 à 12, 14, 17, 20), Poun (titre 15), Renaud Wangermez (titre 16), Vincent Peignart-Mancini (titre 13), toute la musique est composée par Tagada Jones (sauf titre 19).
| 1.    | De l'amour et du sang                                                                                | 3:42 |
| 2.    | Instinct sauvage                                                                                     | 2:39 |
| 3.    | Vendetta                                                                                             | 3:26 |
| 4.    | Liberticide                                                                                          | 2:56 |
| 5.    | Karim et Juliette, partie 1 (reprise de la musique de Vivre libre ou mourir du groupe Bérurier noir) | 3:36 |
| 6.    | Tout va bien                                                                                         | 3:18 |
| 7.    | Le Chaos                                                                                             | 3:30 |
| 8.    | XXL                                                                                                  | 3:02 |
| 9.    | Dissident                                                                                            | 3:58 |
| 10.   | Tous unis                                                                                            | 3:29 |
| 11.   | Superpunk                                                                                            | 3:13 |
| 12.   | Tout casser                                                                                          | 3:05 |
| 13.   | Vivre (feat. Vinc' [chanteur du groupe AqME])                                                        | 2:58 |
| 14.   | Blasphème (feat. Pepel [ancien membre du groupe] et Stéphane Buriez [chanteur de Loudblast])         | 3:25 |
| 15.   | Ni dieu ni maître (feat. Poun [chanteur de Black Bomb A])                                            | 3:39 |
| 16.   | On ne chante pas on crie (feat. Reuno et Phil [membres du groupe Lofofora])                          | 3:48 |
| 17.   | Dernier rendez-vous (feat. Guizmo [membre du groupe Tryo])                                           | 3:20 |
| 18.   | Skin ou keupon (auteur : Tulaviok)                                                                   | 2:41 |
| 19.   | I'm Hungry (auteur : Anti-héros)                                                                     | 2:08 |
| 20.   | Karim et Juliette, partie 2 (Tagada noir) (feat. Loran [ancien membre du groupe Bérurier noir])      | 3:08 |
| 64:58 | |      |

## Crédits
| - Nicolas "Niko" Giraudet : guitare, chant (frontman) - Erwan "Waner" Herry : basse, chœurs - Stéphane "Stef" Guichard : guitare, chœurs - Job : batterie | - Mastering, mixage : Benoît Roux - Enregistrement : Nicolas Giraudet - Photographie, Illustration : Mathieu Ezan - Illustration : Felix Laflamme - Artwork : Enragé Graph'X |